# Nävragöl
Nävragöl is een plaats in de gemeente Karlskrona in het landschap Blekinge en de provincie Blekinge län in Zweden. De plaats heeft 229 inwoners (2005) en een oppervlakte van 32 hectare.

## Verkeer en vervoer
Bij de plaats loopt de Riksväg 28.